# تپه زمان
تپه زمان مربوط به دوره اشکانیان - دوره ساسانیان است و در شهرستان ملکان، بخش لیلان، ۸۰۰ متری جنوب شهر لیلان واقع شده و این اثر در تاریخ ۲۷ اسفند ۱۳۸۶ با شمارهٔ ثبت ۲۲۵۶۷ به‌عنوان یکی از آثار ملی ایران به ثبت رسیده است.